# Система Тіхельмана

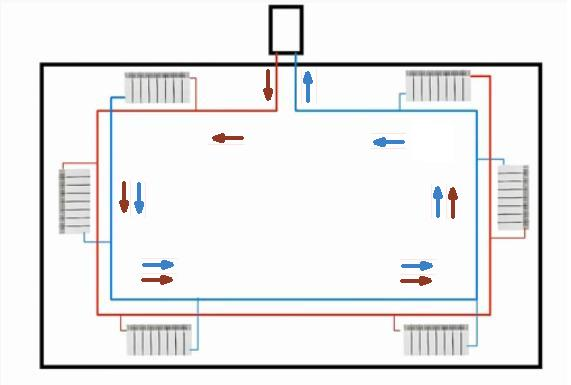
Система Тііхельмана для радіаторів опалення

Система Тіхельмана для сонячних колекторів

Система Тіхельмана також петля Тіхельмана, попутна система — спосіб прокладання труб систем водяного опалення, при якому вода в обох магістралях (і подачі, і зворотній) рухається в одному напрямку за кільцевим маршрутом. При цьому автоматично, без додаткових регулювань, забезпечується рівномірне та одночасне прогрівання всіх радіаторів опалення.

## Опис
При використанні системи Тіхельмана труби з теплоносієм від теплогенератора (котла, сонячної батареї) до споживачів тепла (радіаторів опалення) і назад до теплогенератора укладаються по кільцевій трасі так, щоб перший радіатор що отримав воду з труби подачі був останнім (якщо рахувати від котла) на зворотній труби. У підсумку суми довжин лінії подачі та зворотної ліній буде приблизно однакові для кожного вузла (радіатори з короткою подачею мають довгу зворотну лінію і навпаки). Подавальний тиск на першому радіаторі буде найсильніший, але і опір у зворотній трубі буде також найвищий. Для останнього радіатора подавальний тиск, буде найслабший, але при цьому в зворотній трубі буде утворюватись від'ємний тиск, що забезпечить додаткове підсмоктування з труби подачі. Це забезпечує по колу для всіх радіаторів приблизно однакові втрати тиску і, таким чином, зрівнює об'ємні потоки і теплові потоки в радіаторах навіть без використання регулювальних клапанів. Унаслідок, забезпечується рівномірне та синхронне нагрівання всіх радіаторів незалежно від їх віддаленості від теплогенератора.
Система Тіхельмана добре працює, якщо ідентичні компоненти забезпечують приблизно рівні втрати тиску кожного відокремленого вузла. Тоді гарантується рівність потоків теплоносія. Це легко досягається при використанні однакових радіаторів, що зазвичай і застосовується на великих об'єктах. Якщо у системі застосовують кілька варіантів радіаторів, то бажано забезпечити у вузлах однаковий водяний опір. Втрати тиску складаються з тертя в трубах, які залежать від шорсткості матеріалу, діаметра та довжини, а також втрати тиску на фітингах. Коефіцієнти втрати тиску (дзета-значення) визначаються емпірично і доступні в довідковій літературі або як технічні характеристики пристроїв.
Сонячні колектори теж часто підключають по системі Тіхельмана, щоб автоматично рівномірно розподілити потік через кожен з елементів.

## Переваги
Система Тіхельмана дозволяє створити гідравлічно збалансовану систему з найменшим можливим сумарним опором без застосування регулювальних клапанів. Вона може забезпечити рівномірний прогрів всіх радіаторів у самоточних системах (без насосів) або з невеликим насосом, тому що його потужність не витрачається на подолання зайвого опору, створюваного регулювальними кранами для досягнення балансу розподілу теплового потоку.
Для забезпечення рівномірності току теплоносія через радіатори немає потреби по всій довжині використовувати труби однакового діаметру. На початку подача має найбільший переріз, поступово він зменшується до самого малого наприкінці. Зворотна труба навпаки — спочатку має найменший переріз і до кінця маршруту він поступово збільшується. Важливо лише, щоб початковий/кінцевий перерізи були здатні пропустити загальну розрахункову кількість теплоносія.
Вимкнення будь-якого з існуючих або підключення додаткових радіаторів не змінює загальної збалансованості системи та не викликає перекосів у прогріві.

## Недоліки

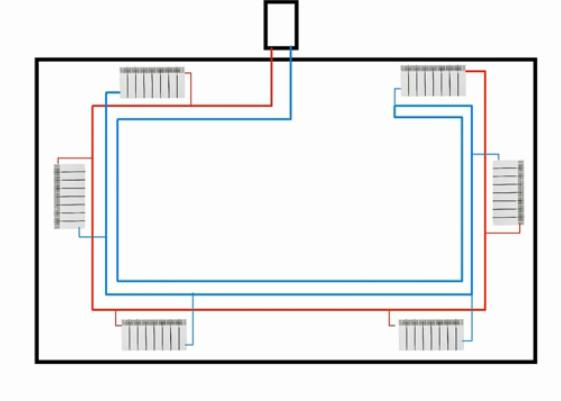
Якщо перешкода не дозволяє прокласти зворотну трубу від останнього радіатора до котла, тоді схема Тіхельмана перетворюється на «тритрубну»

Система Тіхельмана вимагає кільцевого руху теплоносія по двох паралельних трубах, що призводить до більш високої витрати матеріалів, якщо труби не прокладаються найкоротшим можливим маршрутом, а також зниження авторитетів термостатичних клапанів на опалювальних приладах. Істотною перешкодою є дверні отвори, сходи та деякі інші конструктивні особливості будівель. При новому будівництві за певних архітектурно-планувальних рішень це можливо заздалегідь врахувати або обійти, але при ремонті старих будівель додаткові зусилля для прокладання опалення системою Тіхельмана зазвичай настільки великі, що від неї відмовляються на користь ремонту наявної системи. Тому п.6.3.8 ДБН В.2.5-67 забороняє використання цієї системи, якщо при цьому збільшується довжина трубопроводів або водомісткість порівняно з двотрубною тупиковою системою. Також цю систему не допускається застосовувати, якщо унеможливлюється приєднання імпульсної трубки автоматичних балансувальних вентилів до подавального трубопроводу.
У випадку паралельного розміщення труб може знадобитись складніша теплоізоляція, оскільки труби подачі та повернення знаходяться поруч. Щоправда, цей фактор став несуттєвим після масового переходу на поліпропіленові труби. Але якщо при ремонті залишати металеві труби, тоді питання теплоізоляції буде актуальним.
Якщо в системі немає циркуляційного насоса, тоді труби подачі та повернення повинні мати різні ухили, що робить прокладання труб більш складною та дорогою. Крім того, без насоса ця система зможе працювати тільки на одному поверсі.

## Походження назви
Система названа на честь Альберта Тіхельмана (Albert Tichelmann, 1861—1926), який був спеціалістом у галузі водяного опалення та запропонував свою систему приєднання опалювальних приладів у 1901 році. З 1887 по 1892 роки Тіхельман був студентом Германа Ритчеля у Берлінському королівському технічному університеті. Герман Рітчель вважається засновником теорії систем опалення та кондиціонування повітря. Рітчель називав Тіхельмана найбільш успішним практиком поміж своїх студентів і згадував у своїх працях Тіхельмана та його фірму «Jeglinsky & Tichelmann», засновану в 1903 році в Дрездені.
Асоціація німецьких інженерів (VDI) щорічно присуджує Премію Альберта Тихельмана за визначну роботу в галузі технічного будівельного обладнання.

## Застосування в інших галузях інженерної справи
Аналогічне приєднання електронагрівальних елементів або суцільної нагрівної плівки дозволяє досягти максимальної рівномірності нагріву для точних лабораторних досліджень. При цьому опір електричних шин не призводить до нерівномірності.